# دائرة النقل (أبو ظبي)
دائرة النقل هي دائرة محلية لإمارة أبوظبي ومسؤولة على كل ما يتعلق بقطاع النقل والمواصلات في الإمارة. تم تأسيس الدائرة بوجب القانون رقم 4 لعام 2006، وذلك من أجل تنسيق سياسات النقل وتطويرها التي كانت موزعة بين عدة جهات إتحادية ومحلية. وتتضمن مسؤوليتها كلن من قطاعات النقل الجوي والبري والبحري.

## وصلات خارجية
- الموقع الرسمي لدائرة النقل المتكامل في أبوظبي